# Bethlehem Steel

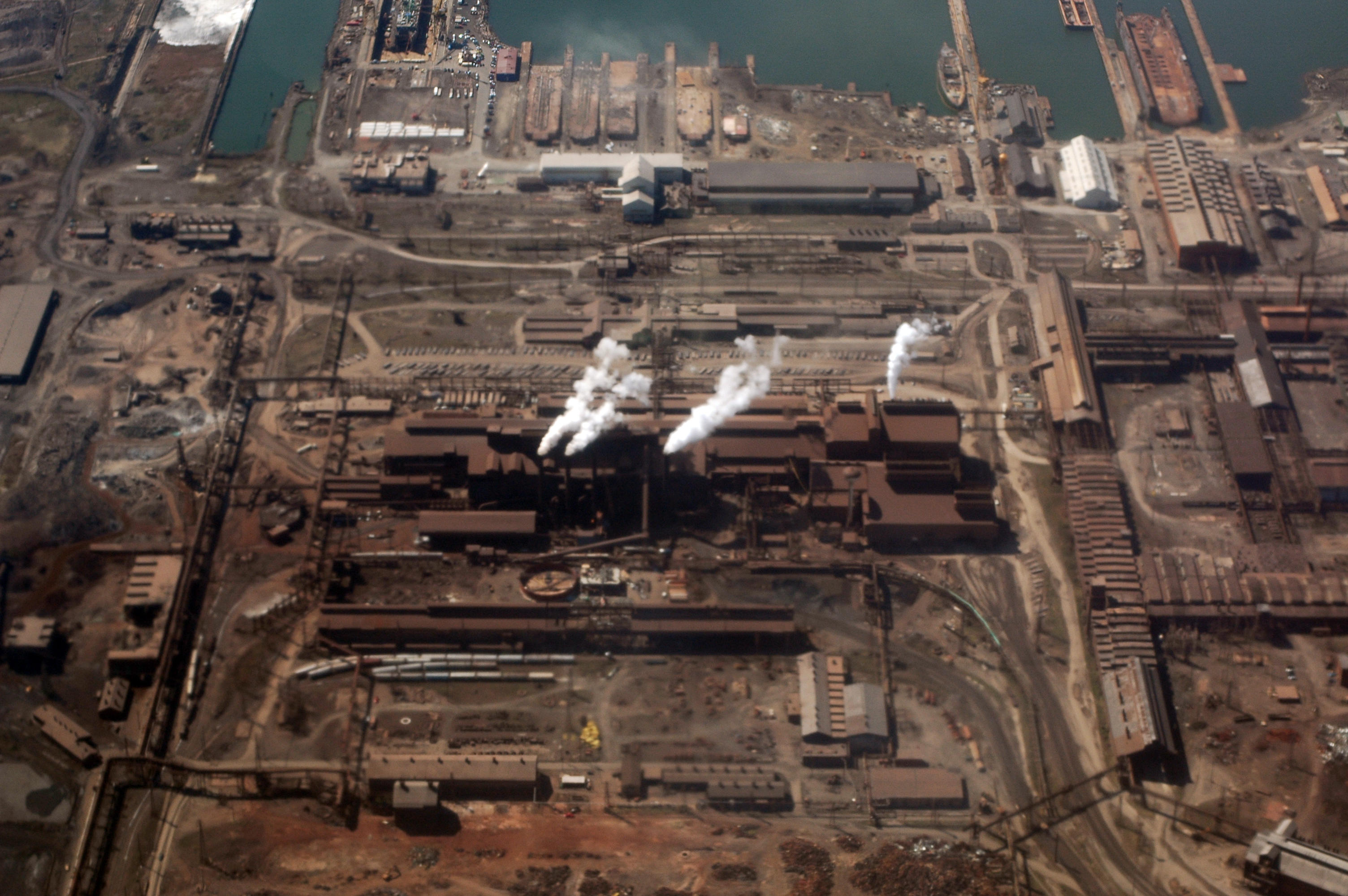
Zakład Sparrows Point który należał do Bethlehem Steel przed jej bankructwem. Zdjęcie z 2007. Dziś zakład ten należy do rosyjskiej firmy Severstal

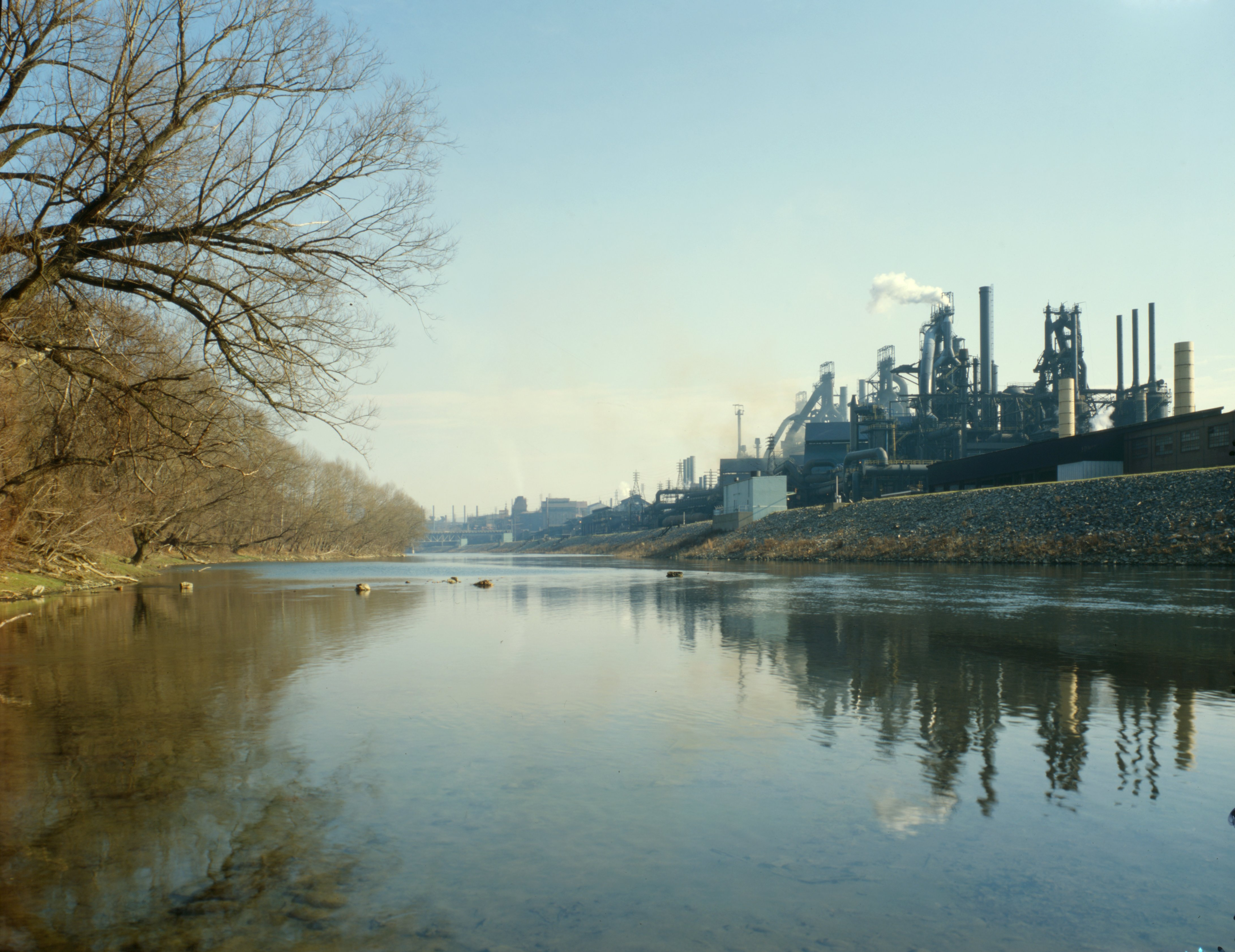
Rzeka Lehigh i South Bethlehem Works – pierwsza huta, zamknięta w 1995 roku (zdjęcie z 1979 r.)

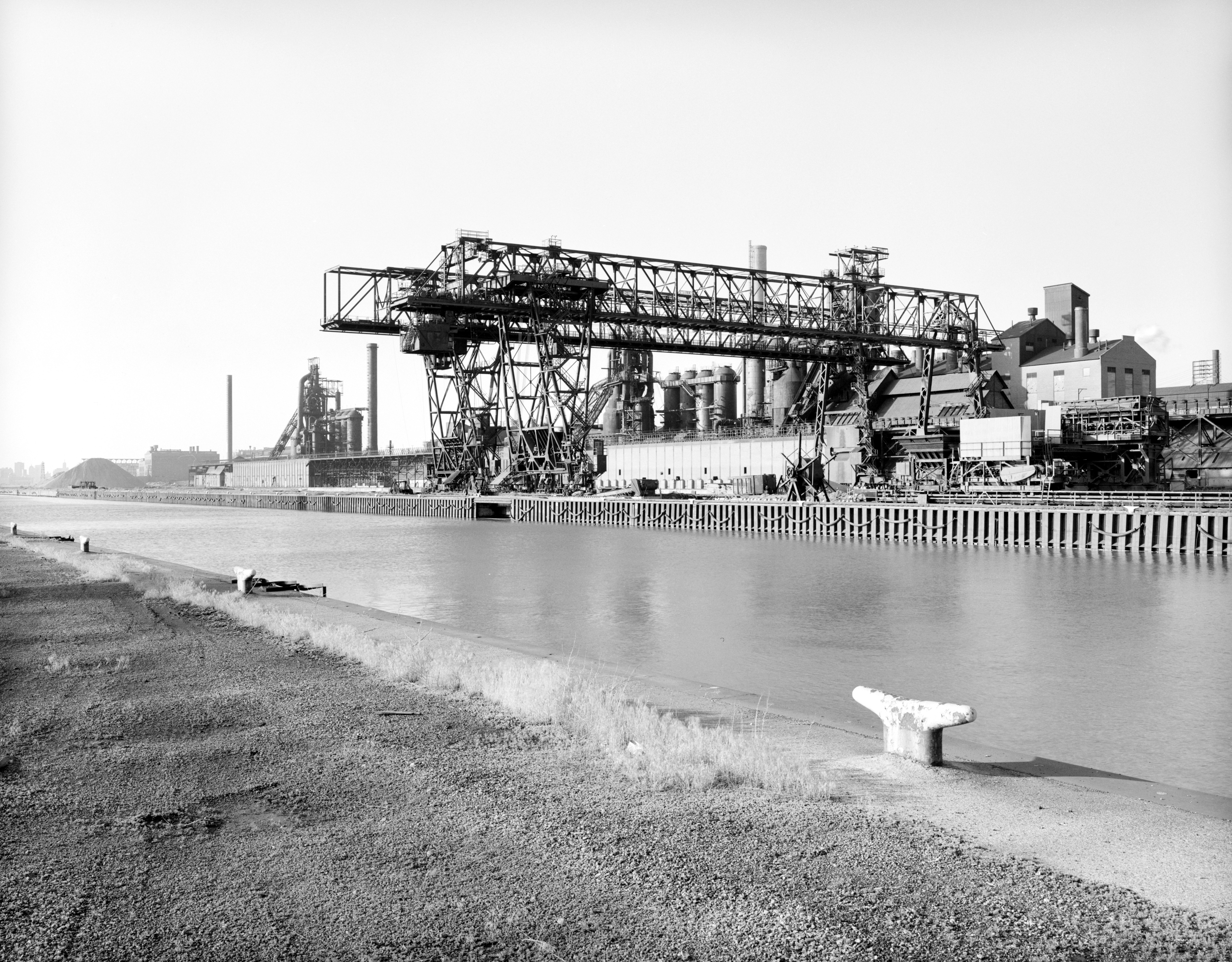
Huta w Lackawanna nieopodal Buffalo należąca do Bethlehem Steel, zamknięta w 1983. Utrata pracy przez jej 7,3 tys. pracowników przyczyniła się do kryzysu gospodarki Buffalo w latach 80.

Bethlehem Steel Corporation (1857–2003) z siedzibą w Bethlehem w stanie Pensylwania – niegdyś drugie co do wielkości (po U.S. Steel) przedsiębiorstwo produkujące stal w Stanach Zjednoczonych. W wyniku upadku amerykańskiego hutnictwa zbankrutowało w 2001, następnie zostało rozwiązane, a jego aktywa zakupione przez International Steel Group w 2003 r. W 2005 ISG połączyło się z Mittal Steel, tym samym oddając swoje aktywa w ręce kapitału zagranicznego.
W trakcie istnienia Bethlehem Steel uważano za giganta przemysłu stoczniowego i jeden z symboli amerykańskiego przywództwa w dziedzinie przemysłu. Upadek przedsiębiorstwa jest często podawany jako przykład zasadniczych przemian w amerykańskiej gospodarce, w szczególności jej częściowego odejścia od produkcji przemysłowej z powodu braku możliwości konkurowania w tej dziedzinie z biedniejszymi krajami.

## Historia
Przedsiębiorstwo powstało pod nazwą The Saucona Iron Company w 1857 r., następnie nazwę zmieniono na The Bethlehem Rolling Mill and Iron Company, a w 1861 na The Bethlehem Iron Company. Pierwszy piec hutniczy uruchomiono 4 stycznia 1863 r., a we wrześniu 1863 wyprodukowano pierwsze szyny kolejowe. Przez pierwszy okres istnienia głównym produktem były właśnie szyny kolejowe, jak również płyty pancerne dla okrętów US Navy. W 1899 zmieniono nazwę przedsiębiorstwa na Bethlehem Steel Company, a w 1904 na Bethlehem Steel Corporation.
Około roku 1900 Bethlehem Steel Corporation było jednym z liderów amerykańskiego przemysłu, stosującym najnowsze technologie, które m.in. przyczyniły się do wzniesienia dużej ilości drapaczy chmur w amerykańskich miastach. Przedsiębiorstwo zainwestowało też swoje zyski w zakup kopalń rudy żelaza i stoczni. W 1913 zakupiło wielką stocznię Fore River w Quincy, dzięki temu stając się jednym z najważniejszych producentów statków i okrętów na świecie.
Podczas II wojny światowej 15 stoczni należących do Bethlehem Steel wyprodukowało łącznie ponad 1,1 tys. okrętów i statków. Podczas wojny przedsiębiorstwo zatrudniało łącznie około 300 tys. pracowników. Szczytowym okresem były lata 50. XX wieku, kiedy produkowało 23 mln ton stali rocznie. W 1956 osiągnęło swoje najwyższe, ósme miejsce w rankingu Fortune 500, szeregującym amerykańskie przedsiębiorstwa według przychodów.
Po wojnie przedsiębiorstwo stopniowo straciło pozycję światowego lidera w swojej branży. Zniszczenia wojenne w Niemczech i Japonii umożliwiły tym krajom odbudowę swojego przemysłu hutniczego z użyciem nowszych technologii. Tymczasem amerykańskie przedsiębiorstwa hutnicze, chronione przez bariery celne, nie inwestowały swoich zysków w unowocześnienie swoich zakładów. Co więcej, przedsiębiorstwa amerykańskie były odpowiedzialne za szereg świadczeń socjalnych dla swoich pracowników, które w innych krajach były pokrywane przez państwo. Ponadto płace amerykańskich robotników były przez wiele lat po wojnie wyższe niż porównywalne pensje w innych uprzemysłowionych krajach. Choć pensje te z czasem wyrównały się, to rozwój przemysłu hutniczego w krajach rozwijających się, ostatecznie spowodował, że produkcja stali w Stanach Zjednoczonych stała się w dużej mierze nieopłacalna.
Otwarcie amerykańskiego rynku i napływ taniej stali z zagranicy w latach 80. XX w. doprowadziły do kryzysu w amerykańskim przemyśle hutniczym, a więc także w Bethlehem Steel. Kryzys finansowy zmusił przedsiębiorstwo do zamknięcia szeregu swoich zakładów w 1982. Na krótko poprawiło to sytuację przedsiębiorstwa, na dłuższą metę przeszkody były jednak nie do przezwyciężenia. Choć przedsiębiorstwo kurczyło się i redukowało zatrudnienie, było dalej odpowiedzialne za emerytury i opiekę zdrowotną swoich byłych pracowników, więc jego sytuacja finansowa stale pogarszała się. Główna huta w Bethlehem została zamknięta w 1995, stopniowo sprzedane też zostały aktywa nie związane z produkcją stali (na przykład kopalnie i stocznie). W swoich schyłkowych latach Bethlehem Steel spadło na 440 pozycję w rankingu Fortune 500. W 2001 przedsiębiorstwo ogłosiło upadłość, a w 2003 jego pozostające aktywa zostały przejęte przez International Steel Group.

## Galeria

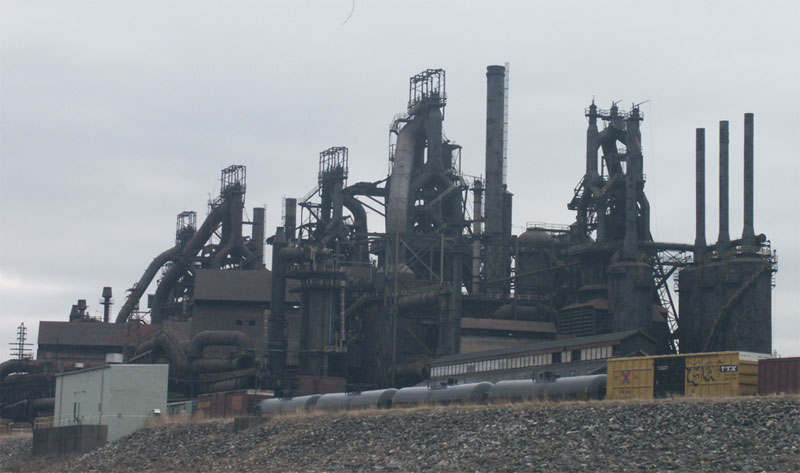
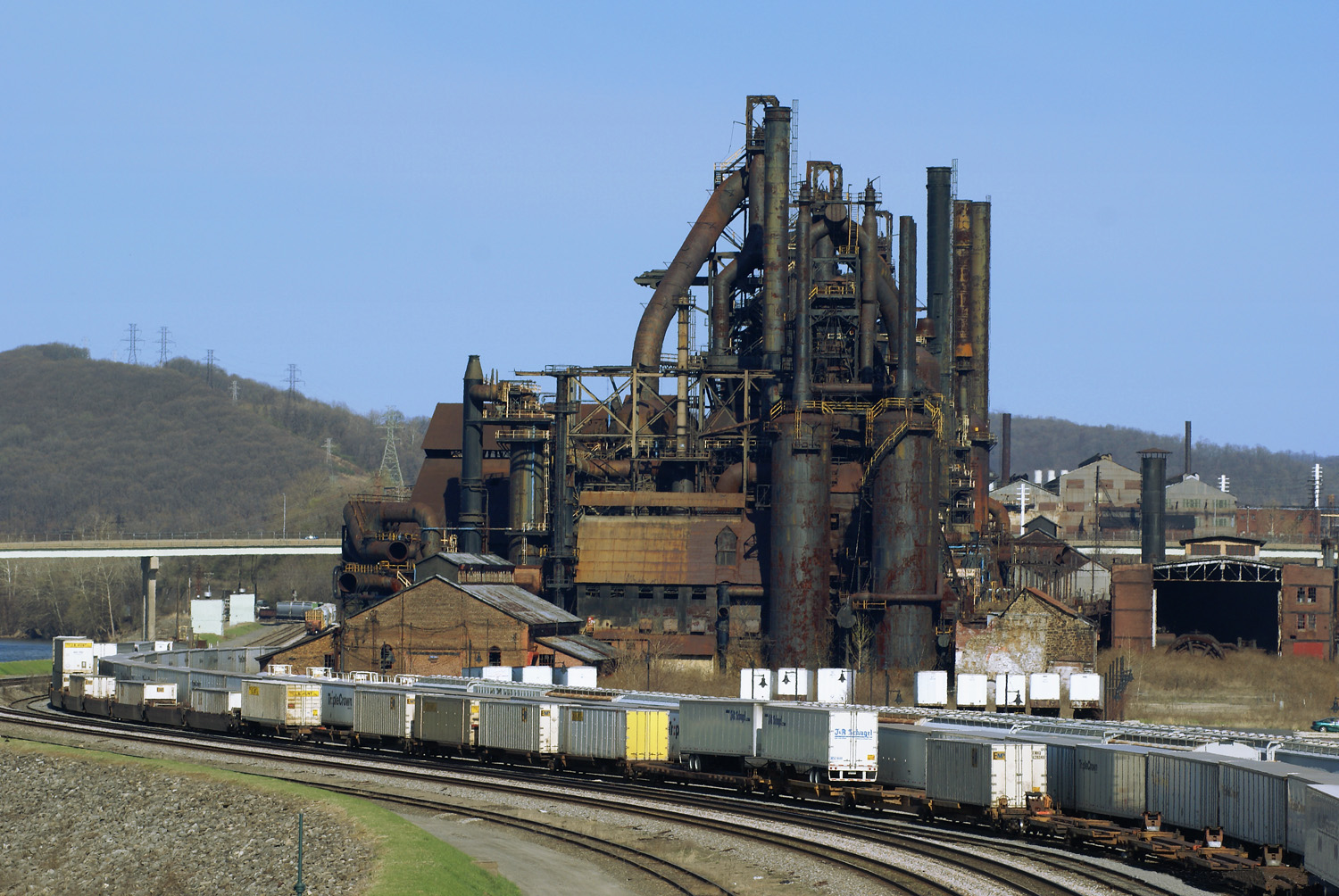
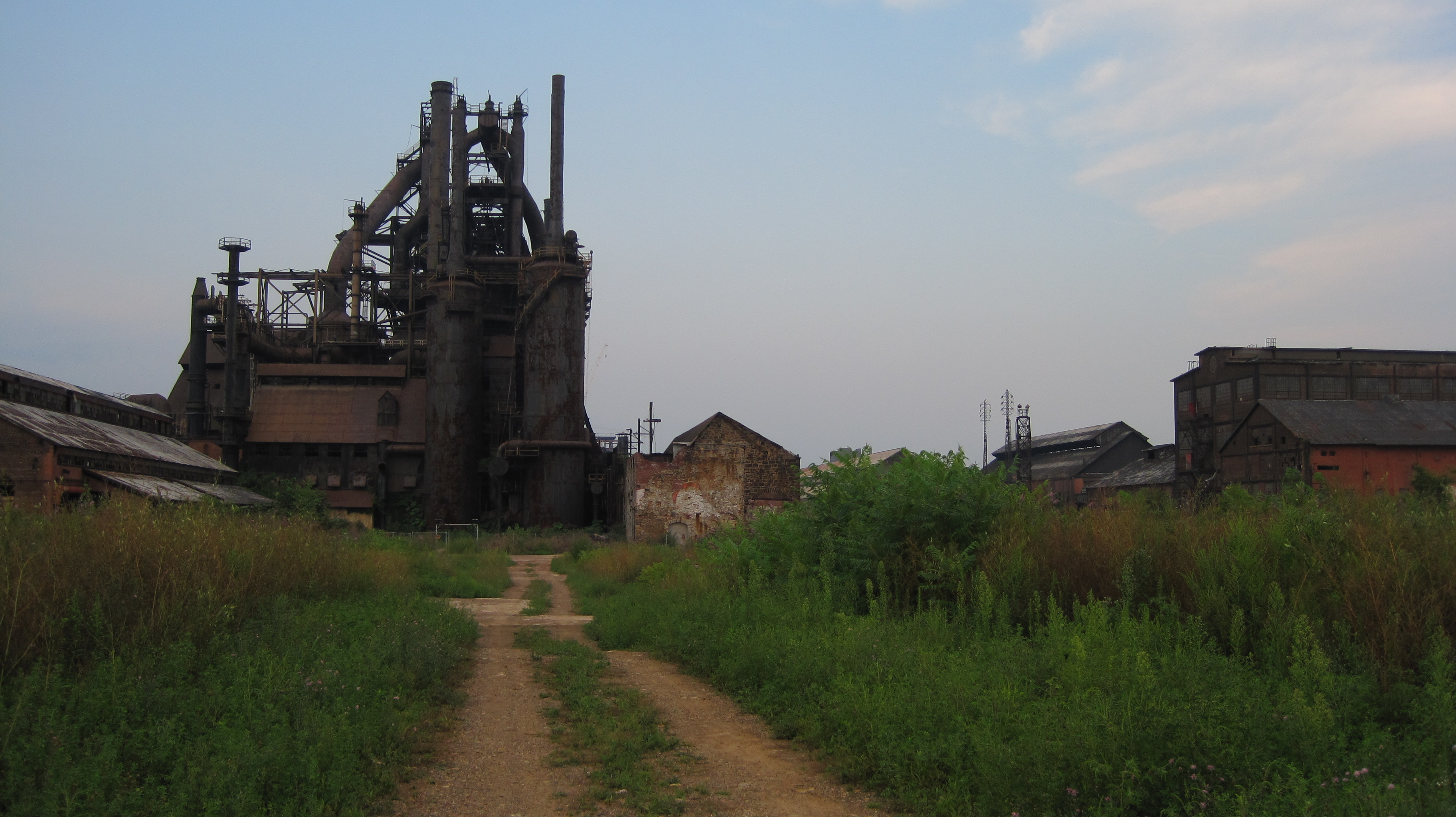
Ostatni wielki piec w Bethlehem, Pennsylvania. 2009.
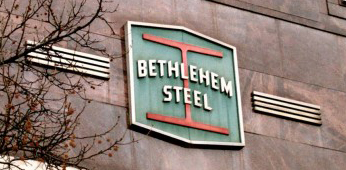
logo